# IPad Pro (第一代)
第一代iPad Pro是一台由蘋果公司所開發、銷售的平板電腦。2015年9月9日，發表12.9吋最大尺寸，配備Retina显示屏的iPad Pro，標榜更輕薄的設計、指紋辨識、A9X高效處理器、八百萬像素後置相機鏡頭。
2016年3月21日發佈標準9.7吋Pro版本作為補充，1200萬像素後置攝影鏡頭，500萬像素前置攝影鏡頭，同時提供256GB選項，新增玫瑰金色。Pro因為配件的加入，使作為生產力工具的特色重點更加被明確強調。

## 時間線
|  |